# Heinz Bertschi
Heinz Bertschi (Solothurn, 25 februari 1939 - 24 juli 2016) was een Zwitsers voetballer die speelde als aanvaller.

## Carrière
Bertschi maakte zijn debuut voor vierdeklasser Étoile Carouge FC in de jaren 1950. Hij maakte in 1960 de overstap naar eersteklasser La Chaux-de-Fonds en speelde er tot 1966; hij won met hen één landstitel in 1964 en één beker in 1961. Later speelde hij nog voor FC Luzern en Neuchâtel Xamax.
Hij trainde kort na zijn spelersloopbaan Neuchâtel Xamax.

### Nationale ploeg
Hij speelde vier interlands voor Zwitserland en scoorde daarin twee keer.

## Erelijst
- Zwitsers landskampioen: 1964
- Zwitserse voetbalbeker: 1961